# 普兰泰勒
普兰泰勒（法語：Plaintel，法語發音：[plɛ̃tɛl]）是法国阿摩尔滨海省的一个市镇，位于该省中部，属于圣布里厄区。

## 地理
普兰泰勒（48°24'29"N, 2°49'6"W）面积26.76 平方千米，位于法国布列塔尼大區阿摩尔滨海省，该省份为法国西北部沿海省份，位于布列塔尼半岛北部，北濒大西洋英吉利海峡，西接菲尼斯泰尔省，南至莫尔比昂省，东临伊勒-维莱讷省。
与普兰泰勒接壤的市镇（或旧市镇、城区）包括：普莱讷欧特、普莱德朗、圣布朗当、圣卡勒克、圣于连、普勒克-莱尔米塔日。
普兰泰勒的时区为UTC+01:00、UTC+02:00（夏令时）。

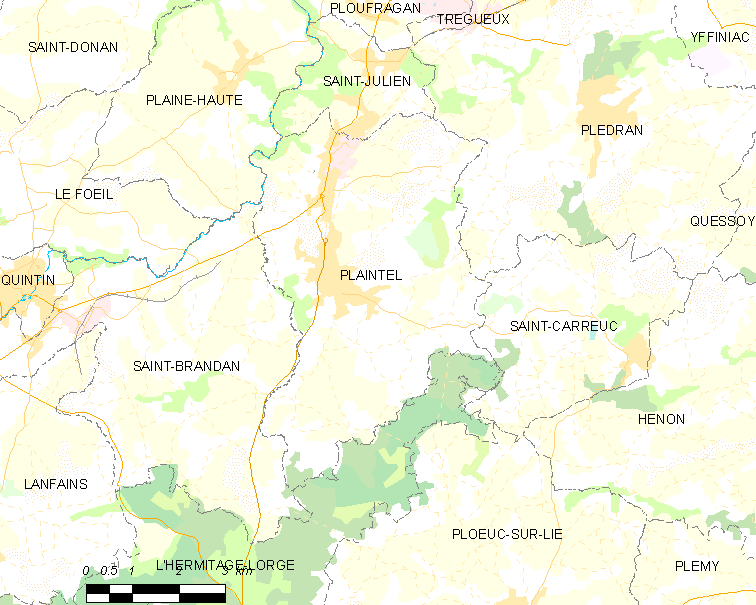
普兰泰勒的OSM定位图

## 行政
普兰泰勒的邮政编码为22940，INSEE市镇编码为22171。

## 政治
普兰泰勒所属的省级选区为普兰泰勒县。

## 交通
阿摩尔滨海省省道D22线、D28线、D700线和D790线经过境内。

## 人口

1962-2008年间普兰泰勒人口变化图示

普兰泰勒于2022年1月1日时的人口数量为4571人。